# Џахром
Џахром (перс. جهرم) је град у Ирану у покрајини Фарс. Према попису из 2016. у граду је живело 141.634 становника.

## Становништво
Према попису, у граду је 2016. живело 141.634 становника.
| 1976.  | 1986.  | 1996.   | 2006.   | 2016.   |
| ------ | ------ | ------- | ------- | ------- |
| 50.333 | 83.478 | 103.627 | 116.562 | 141.634 |